# Configuration générale d'un avion
 (janvier 2023).
Si vous disposez d'ouvrages ou d'articles de référence ou si vous connaissez des sites web de qualité traitant du thème abordé ici, merci de compléter l'article en donnant les références utiles à sa vérifiabilité et en les liant à la section « Notes et références ».
Un avion peut, d'une manière générale, être décomposé en un nombre limité de sous ensembles : cellule, groupe motopropulseur, commandes de vol, servitudes de bord, avionique, emports internes ou externes. Ces éléments, à quelques exceptions près, sont présents sur tous les appareils.
Pour chaque type d'appareil on retrouve des positionnements relatifs de ces ensembles assez semblables, si on ne tient pas compte de la période des pionniers de l'aviation ou des prototypes restés sans suite.
Les points communs apparus depuis la naissance de l'aviation et qui resteront très probablement d'actualité au long du XXIe siècle, pour une fonction ou une capacité opérationnelle donnée, sont le plus souvent liés à des contraintes de conception dont :
- la simplicité de réalisation ;
- la diminution de la masse grâce à l'emploi de matériaux plus légers et plus résistants ;
- la diminution de la traînée grâce aux progrès de l'aérodynamique ;
- l'augmentation des performances souvent liée aux deux points ci-dessus et à l'évolution de la motorisation ;
- l'amélioration de la fiabilité.

À ces points s'ajoutent, essentiellement pour les avions civils :

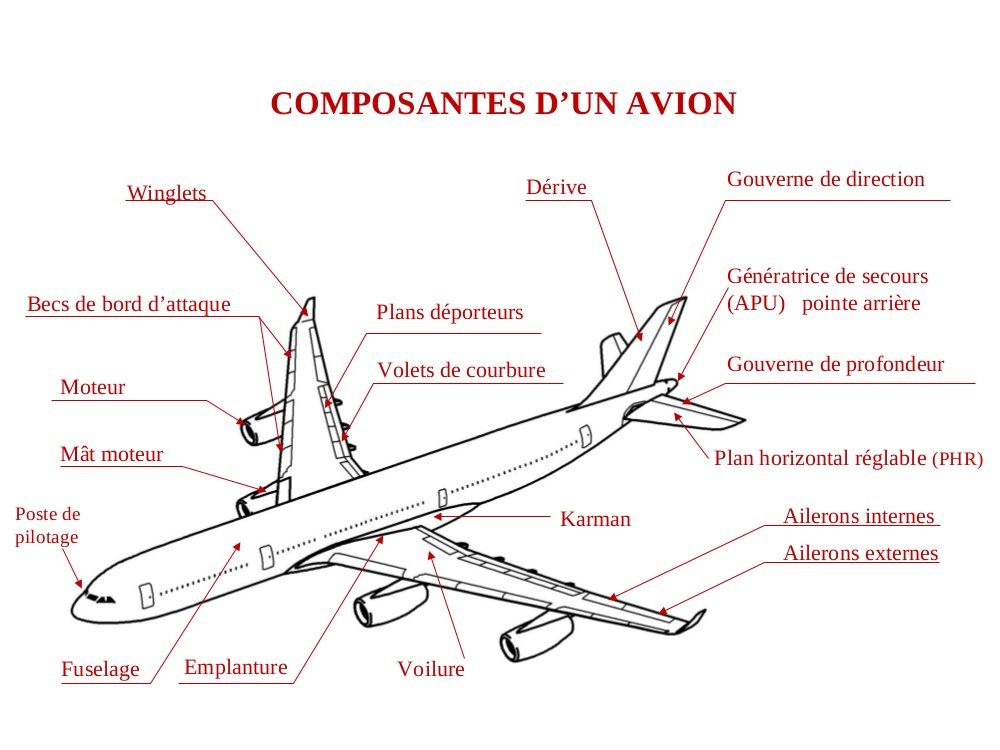
Composantes d'un avion.

- les économies d'énergie ;
- la diminution des pollutions ;
- l'amélioration de la sécurité.

## Configuration classique

Configuration dite « classique » des éléments d'une cellule d'avion. Exemple : Douglas DC3.

La configuration dite classique correspond à la disposition relative des éléments de la cellule, listés ci-dessous, telle qu'on la trouve sur la majorité des avions.
L'intérêt de cette configuration, encore largement utilisée (2017), réside dans la simplicité de construction et dans l'expérience des interactions aérodynamiques. L'aile basse et les empennages fixés sur la pointe arrière du fuselage permettent des liaisons quasi-directes entre les gouvernes et les commandes de vol avec un minimum de renvois d'angles. Sur un avion, tout élément situé en amont de l'écoulement de l'air réagit sur ceux situés en aval. Les progrès récents sur la simulation numérique des écoulements permettent de mieux appréhender ces réactions et donc de tester des configurations moins classiques.
Le train d'atterrissage dit classique est composé d'un train principal et d'une roulette de queue. Actuellement (2017) la configuration classique reste présente sur un grand nombre d'avions. Le train classique tend à disparaître au profit de la combinaison train principal et roulette de nez (train tricycle), y compris sur les avions légers.
L'intérêt d'une configuration non classique est généralement lié à la fonction de l'avion : moteurs situés au-dessus du fuselage pour un hydravion afin de limiter l'absorption d'eau ; empennage horizontal haut (en T) pour permettre le largage en vol ; aile haute pour diminuer la distance entre le fuselage et le sol et faciliter le chargement, etc.

## Configuration lisse
Les performances théoriques d'un avion sont données pour une configuration dite lisse c'est-à-dire où tous les éléments mobiles, s'ils existent, sont en position neutre (gouvernes primaires) ou sont rentrés (train d'atterrissage, dispositifs hypersustentateurs, aérofreins). Pour les avions d'armes dont les emports (armements et réservoirs largables) sont généralement fixés sous la voilure et le fuselage, la configuration lisse correspond à l'avion nu.

## Cellule
La cellule est constituée du fuselage, de la voilure, de l'empennage (stabilisateur horizontal et dérive) et du train d'atterrissage.
- Le fuselage est une enveloppe structurelle aménagée pour transporter la charge utile de l'avion (à l'exception des charges externes) et pour supporter les autres sous-ensembles de la cellule. La section du fuselage est réduite autant que possible afin de diminuer la traînée, elle est souvent circulaire pour les avions pressurisés afin d'augmenter la résistance. Sur les ULM et sur les anciens avions le fuselage peut se réduire à une poutre ou un treillis. Au début du XXIe siècle, tous types d'avions confondus, l'utilisation d'alliages à base d'aluminium reste la plus courante mais les matériaux composites font une percée notable pour les avions de transport de passagers.

- La voilure d'un avion est constituée de deux ailes qui génèrent l'essentiel de la portance permettant le vol. La jonction avec le fuselage est faite sur un ou plusieurs cadres principaux ou sur un caisson structurel de voilure. La structure interne de l'aile comprend des longerons et des nervures. Les avions multiplans à haubans, courants au début du XXe siècle, ont quasiment disparu. Le revêtement, initialement en toile puis en bois, le plus souvent métallique et intégrant des éléments en composites participe à la rigidité en torsion de la structure. La voilure comporte des parties mobiles : des ailerons qui servent à contrôler le roulis et des dispositifs hypersustentateurs situés au bord d'attaque et au bord de fuite qui sont utilisés pour augmenter la portance au décollage et pour augmenter aussi la traînée à l'atterrissage. On peut aussi parfois trouver des « spoilers » ou « dispositifs hyposustentateurs » ou « déporteurs » qui servent à diminuer la portance de l'aile. Sur certains avions, on trouve des extensions d'aile appelés « pennes » ou winglets et qui servent à diminuer la traînée induite par la portance.

- Les empennages sont des surfaces disposées à l'arrière de l'avion pour assurer la stabilité et le contrôle de l'avion en tangage et en lacet. Leur constitution est identique à celle de la voilure. Ils comportent des parties mobiles, les gouvernes de profondeur et de direction qui servent à modifier l’attitude de l'avion. La configuration dite classique consiste à placer l'empennage horizontal à la queue de l'appareil et la dérive au-dessus, mais il en existe d'autres variantes : en T, en V, en H, etc. L'empennage est placé dans de rares cas à l'avant (Dassault Rafale, Chengdu J-20, Tupolev Tu-144, etc.), il est alors qualifié d'empennage canard et remplace la gouverne de profondeur et les ailerons.

- Le train d'atterrissage supporte le poids de l'avion pendant le roulage, le décollage et l'atterrissage. Le train classique est composé du train principal à deux roues de part et d'autre du fuselage et d'une roulette de queue directrice ; il est maintenant remplacé par le train tricycle, composé d'un train principal qui supporte la majeure partie du poids de l'avion et d'un train avant utilisé pour diriger l'avion au sol. Le train est souvent fixe sur les avions anciens ou légers, et rétractable sur les avions plus rapides. Une cinématique souvent complexe permet de le replier dans le fuselage, dans des nacelles situées sur les côtés du fuselage, dans les ailes ou à l'arrière de la nacelle d'un moteur placé sur l'aile.

## Groupe motopropulseur
Le groupe motopropulseur est formé par un ou plusieurs moteurs, moteur à pistons ou turboréacteur entraînant des hélices ou fournissant directement la poussée nécessaire par réaction. Le nombre de moteurs est fonction de la poussée à générer et de la fiabilité.
- Dans le cas de la propulsion par hélice, le moteur est le plus souvent placé à l'avant du fuselage (monomoteur) ou dans une nacelle fixée sur l'aile (multimoteur). Sur les motoplaneurs il peut être placé au dessus du fuselage.
- Le ou les réacteurs peuvent être disposés à l'arrière du fuselage, dans le fuselage (avions de combat) ou de chaque côté, au dessus (Cirrus Vision SF50) ou bien en nacelles sous les ailes. La configuration tri-réacteur, l'un d'eux étant placé à la base la dérive ou à l'arrière du fuselage, courante sur les avions de transport de passagers et sur les avions d'affaires haut-de-gamme à la fin du XXe siècle, est maintenant quasiment abandonnée.

## Commandes de vol

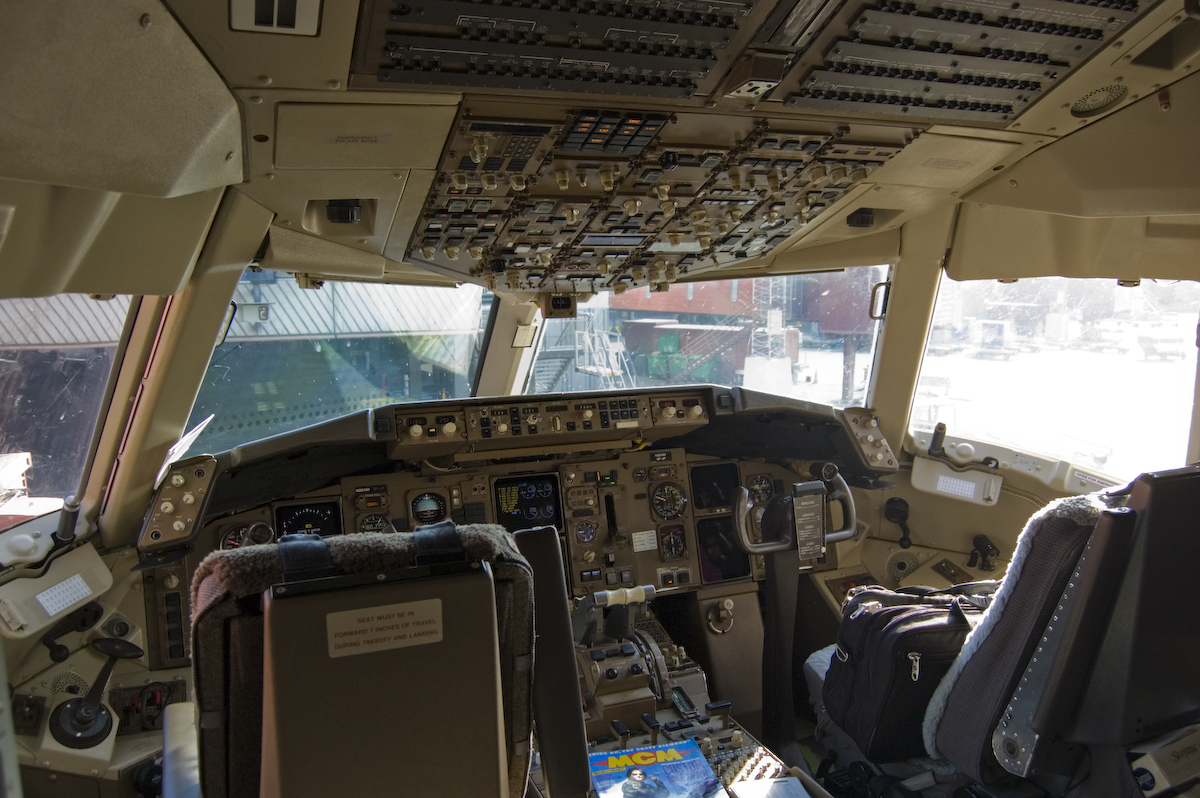
Cockpit d'un Boeing 767.

Le poste de pilotage est la partie du fuselage occupée par l'équipage. Il est situé tout à l'avant afin d'assurer la visibilité sauf dans le cas des monomoteurs à hélice où il se trouve placé derrière le moteur.
Le poste de pilotage regroupe les commandes utilisées par le pilote pour actionner les gouvernes, les moteurs et de nombreux autres dispositifs tels que le pas des hélices, les volets hypersustentateurs, les aérofreins, le train d'atterrissage et toutes les servitudes. Les gouvernes de roulis (ailerons) et de tangage (profondeur) sont commandées par un manche sur les avions anciens, légers ou de combat ou par un volant sur les autres avions. Le volant tend à disparaître au profit d'un mini-manche pour les avions à commandes électriques contrôlées par ordinateur. La gouverne de lacet (direction) est commandée par un palonnier ou parfois par un petit volant (avions de ligne). Chaque moteur est commandé par une manette. Elles sont placées à la gauche du pilote ou sur une console centrale dans la configuration où les pilotes sont à côté.
La liaison entre l'actionneur et la gouverne est assurée par des câbles ou des bielles rigides pour les avions anciens ou légers ; c'est une des raisons de la persistance de la configuration classique, dont le nombre de renvois est minimal. Dans les avions lourds les commandes sont assistées par des systèmes hydrauliques ou électriques. Dans les avions les plus récents, les ordres du pilote sont analysés par un ordinateur de bord qui prend en compte de nombreux paramètres et commande les servomoteurs agissant sur les gouvernes.

## Servitudes de bord
Ensemble des systèmes qui fournissent ou transmettent l'énergie nécessaire au fonctionnement de l'avion ainsi que la vie à bord :
- circuit carburant pour l'alimentation des moteurs ;
- circuit électrique pour l'alimentation de l'avionique et des systèmes de vol ;
- circuit électrique ou hydraulique pour le fonctionnement des commandes de vol et du train d'atterrissage ;
- circuit d'air conditionné pour la pressurisation du fuselage et le confort des passagers ;
- ordinateur de bord sur les avions les plus récents pour le contrôle ou la commande de l'ensemble des fonctions.

## Avionique
Ensemble des systèmes qui permettent :
- la navigation : compas, centrale à inertie, GPS, récepteur VOR-DME, etc. ;
- le pilotage et le contrôle du vol : indicateurs de vitesse, d'attitude, altimètre, variomètre, paramètres moteurs, etc. ;
- les communications ;
- la connaissance de l'environnement du vol : radar météorologique, systèmes anti-collision, etc.

Interface homme-machine

Les commandes de vol et l'avionique sont gérées à partir du poste de pilotage, au travers de panneaux d'instruments et d'actionneurs qui constituent l'interface homme-machine. Les divers leviers et boutons agissant directement sur un élément ou un circuit qui formaient l'interface homme-machine des avions anciens restent toujours utilisés sur les avions les plus légers. Au début du XXIe siècle, ils tendent à disparaître au profit de commandes électroniques ou d'écrans tactiles dans les avions haut-de-gamme.

## Charge utile
Les emports, ou charge utile, sont les éléments nécessaires à l'accomplissement de la mission. La plupart des emports sont contenus dans le fuselage ; c'est le cas des avions de transport de passagers ou de fret. Les emports des avions militaires sont constitués par des armes qui sont souvent accrochées sous le fuselage ou sous la voilure. La cellule peut aussi être adaptée à certaines missions très particulières : le fuselage d'un avion de lutte contre l'incendie intègre un réservoir d'eau.

## Configuration liée au type d'avion
Il n'y a pas de solution unique pour configurer un avion. Pour une mission donnée le concepteur recherche un compromis entre les performances souhaitées et les contraintes techniques, économiques ou environnementales. Certaines solutions sont éprouvées et, pour un type de mission donné, se retrouvent sur des appareils qui ont un « air de famille ». Ce sont ces points communs qui sont exposés ci-dessous et qui représentent les solutions couramment utilisées en fin de XXe siècle — début du XXIe siècle. 
La motorisation est souvent l'élément déterminant dans la conception de l'avion. Les performances souhaitées lors de la conception d'un avion de combat ou d'un avion de transport de passagers ne seront obtenues qu'avec la dernière génération disponible d'un type de moteur.
Les contraintes de conception sont nombreuses : les techniques disponibles à un moment donné sont évidemment déterminantes dans la recherche constante de diminution de la masse et de la traînée. Ces facteurs influent sur les coûts de production et d'exploitation. D'autres contraintes interviennent parfois telles que la diminution de la consommation et des pollutions (bruit, échappement) dans le cas des avions civils ou la disponibilité des infrastructures (longueur des pistes, résistance des pistes, évolution ou parcage auprès des aérogares, etc.).

### Avion de transport de passagers (court, moyen, long courrier)

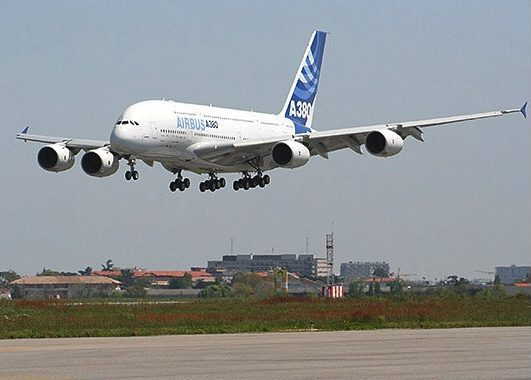
Le premier vol de l'A380.

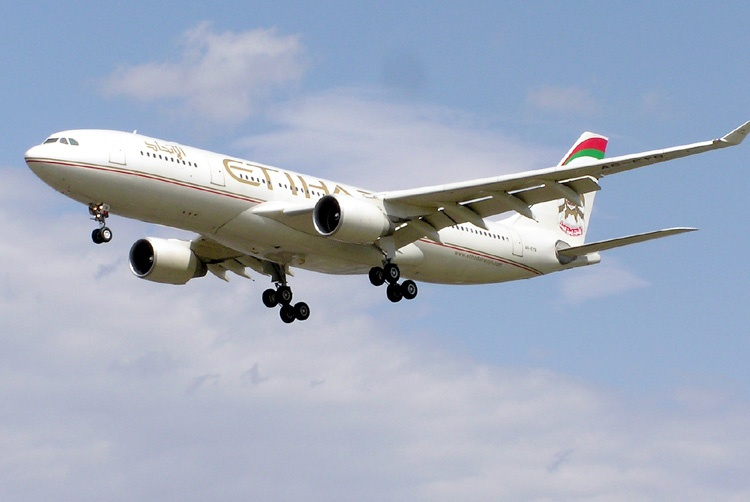
Un Airbus A330-200 d'Etihad Airways.

Au début du XXIe siècle il n'existe que trois constructeurs de ce type d'avion. Chacun d'eux essaie de couvrir la gamme complète des distances franchissables de l'ordre de 1 500 km à 10 000 km (liaisons transpacifiques) et des capacités de l'ordre de 200 à 500 passagers. En plus des 3 ou 4 modèles de base ces constructeurs proposent de nombreuses variantes permettant aux compagnies aériennes de choisir l'appareil le plus conforme à leur réseau et la densité de passagers.
Caractéristiques générales de ce type d'avion :
- le fuselage est de section cylindrique pour résister à la pressurisation en altitude. Le diamètre est fonction de la disposition des sièges : quatre sièges de front avec une allée centrale dans les premiers quadrimoteurs à pistons des années 1950 comme le Douglas DC-4, puis six sièges de front dans les quadriréacteurs des années 1960 comme le Boeing 707. Les Jumbo jets apparus ensuite Boeing 747 permettent d'avoir huit, neuf et même dix sièges de front avec deux allées. La longueur du fuselage étant limitée par les dimensions des infrastructures au sol, l'Airbus A380 est doté de deux cabines cylindriques superposées (fuselage bi-lobé) ;
- la voilure est dite « basse » car le longeron principal de l'aile doit passer sous le plancher passagers. Cette disposition coupe la soute en deux parties ce qui nécessite d'avoir une porte de chargement du fret à l'avant et à l'arrière ;
- le groupe motopropulseur était constitué de quatre moteurs à pistons dans les années 1950, puis de quatre réacteurs. La fiabilité et la puissance des moteurs sont devenues telles qu'on accepte maintenant de n'avoir que deux réacteurs. En cas de panne d'un moteur au décollage, la puissance installée est suffisante pour poursuivre le décollage et revenir se poser. En cas de panne d'un moteur en croisière, on peut également poursuivre la croisière plusieurs heures (selon le type d'avion) sur un seul moteur. Les moteurs sont placés dans des nacelles disposées sous l'aile (meilleure accessibilité, dégâts minimisés en cas d'explosion) ou à l'arrière du fuselage (diminution du bruit en cabine, meilleure aérodynamique de la voilure) ;
- le train d'atterrissage est composé d'un train avant à deux roues jumelles, qui supporte un faible pourcentage de la masse de l'appareil (environ 5 %) et sert à diriger l'avion au sol, et d'un train principal de 2, 3 ou 4 bogies de 4 à 8 roues placé légèrement en arrière du centre de gravité. Le nombre de roues est imposé par la résistance des pistes d'atterrissage à l'impact. Les avions équipés de moteurs à hélices avaient des jambes de train suffisamment longues pour surélever le cercle de rotation des hélices. Le train se repliait dans la nacelle, en arrière du moteur intérieur (le plus près du fuselage). Sur les avions équipés de réacteurs, les trains principaux « extérieurs » (fixés sous les ailes) se replient latéralement, les roues venant se loger dans un renflement local sous le fuselage. Les avions les plus lourds présentent un ou deux bogies centraux supplémentaires qui se replient dans le fuselage.

### Avion de transport de fret

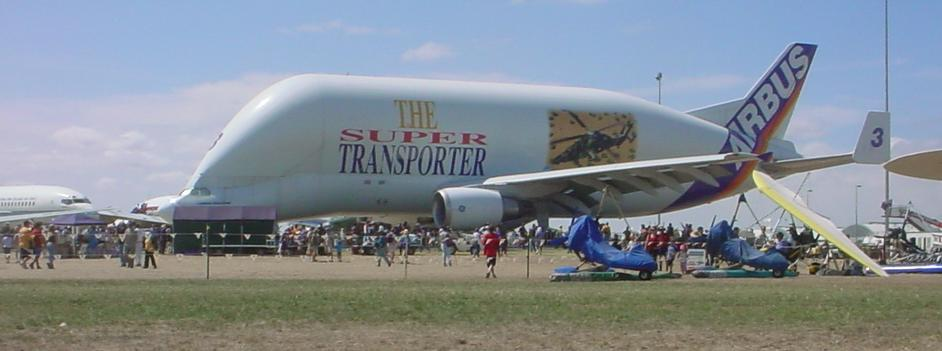
Beluga Airbus A-300-600ST.

Caractéristiques générales de ce type d'avions :
- les avions de transport de fret civils sont en général des avions de transport de passagers modifiés. Le plancher est renforcé et une porte de chargement est ajoutée sur le côté. Le fret est généralement transporté sous forme de palettes et nécessite d'importants moyens de levage pour être amené dans la soute ou sur le plancher. Ils ne se distinguent d'un avion de transport de passagers que par la dimension des portes de chargement et éventuellement l'occultation des hublots. Certains appareils sont mixtes avec une cabine passagers et une cabine fret au-dessus du plancher ;
- le Beluga Airbus A300-600ST d’Airbus représente un cas extrême de modification d'un avion civil. À partir de la cellule d'un A300 le diamètre du fuselage a été agrandi pour pouvoir y loger des tronçons de fuselage d'autres appareils ou d'autres éléments de dimensions hors normes comme les demi-voilures ou la dérive. Cet avion sert à transporter ces tronçons entre les usines de fabrication et l'usine d'assemblage final ;

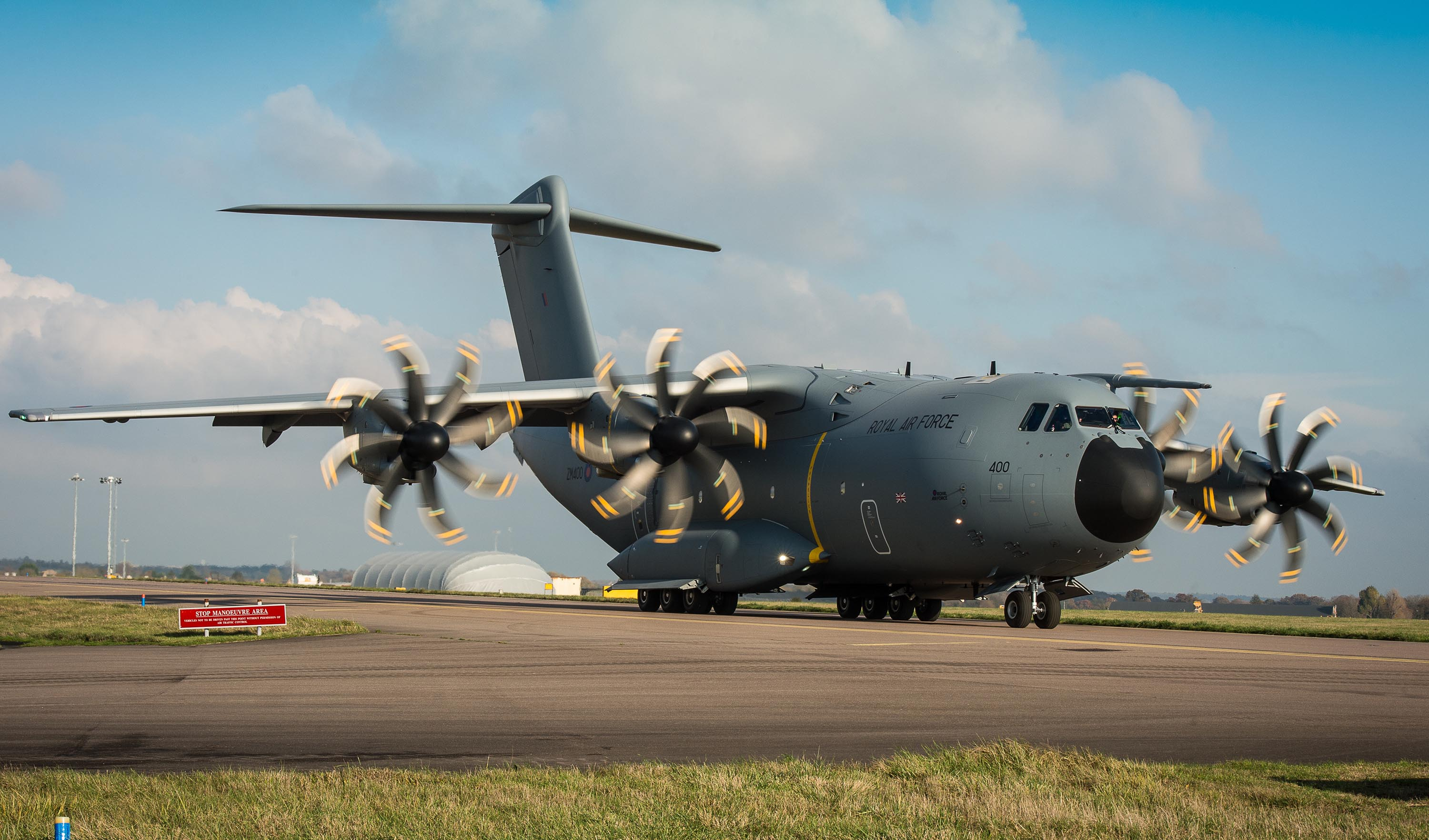
Airbus A400M.

- les avions militaires de transport de fret (type Airbus A400M) ont un diamètre et une longueur de fuselage permettant d'accueillir des gros véhicules comme des chars. Ils sont munis d'une rampe de chargement à l'arrière et parfois d'un nez ouvrant ou basculant pour disposer une seconde rampe de chargement avant (type C-5 Galaxy). Cette disposition permet le chargement sans moyen de levage, par simple roulement, et éventuellement le déchargement sans faire de marche arrière ;

- la forme du fuselage dépend des spécifications opérationnelles (capacité à transporter un char, un container de format rail, etc). La section n'est donc pas toujours circulaire ;
- la voilure est en position haute pour que le longeron principal ne coupe pas la soute et pour permettre au plancher d'être aussi bas que possible. Elle est dotée de dispositifs hypersustentateurs, becs et volets sur toute la longueur de la voilure, pour permettre une vitesse faible à l'atterrissage et l'utilisation de terrains aux pistes courtes ou non préparées ;
- les empennages sont placés très haut de manière à dégager la rampe de chargement arrière et à dégager l'arrière de l'appareil car ceux-ci sont aussi utilisés pour le parachutage d'hommes ou de matériels ;
- le groupe motopropulseur est situé sous la voilure pour une meilleure accessibilité. Les turbopropulseurs sont souvent préférés aux réacteurs car leurs performances d'atterrissage-décollage sont meilleures, une vitesse de croisière élevée n'étant pas un élément primordial ;
- le train se replie dans des nacelles accolées au fuselage. Cette disposition permet un train très court et un plancher aussi bas que possible pour faciliter le chargement. Les amortisseurs sont souvent dégonflables afin d'abaisser encore le plancher lorsque l'avion est en cours de chargement.

### Avion de transport régional

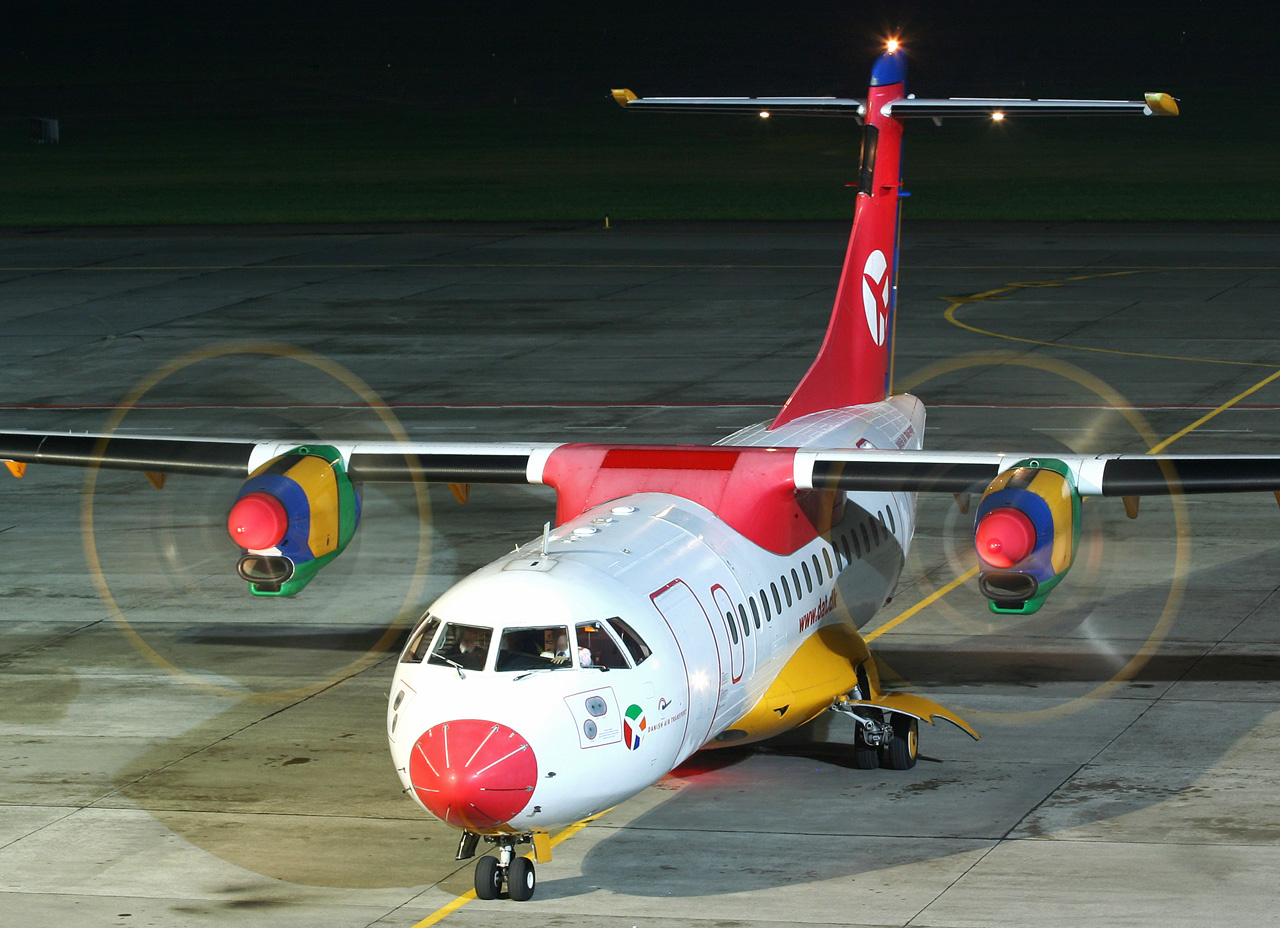
Un ATR 42 de la Danish Air Transport.

Un avion de transport régional est un court ou très court courrier. Il transporte quelques dizaines de passagers sur des distances réduites (de l'ordre de 200 à 1000 km). La capacité moyenne de ces avions est de l'ordre de 30 à 40 passagers, avec une tendance à augmenter vers 60 à 80 passagers.
Caractéristiques générales de ce type d'avions :
- fuselage de section cylindrique permettant d'installer trois à cinq sièges de front avec une seule allée ;
- voilure haute : le plancher de la cabine est près du sol ce qui dispense de l'utilisation de passerelles d'accès et d'engins de levage pour les bagages. La voilure est équipée de dispositifs hypersustentateurs, volets de bord de fuite et parfois becs de bord d'attaque, pour permettre une vitesse faible à l'atterrissage et l'utilisation d'aéroports secondaires dont la piste est de longueur réduite. Certains appareils utilisent des dispositifs particuliers telles que l'aile soufflée pour leur donner des caractéristiques d'ADAC (avions à décollage et atterrissage courts) leur permettant d'utiliser les petits aéroports situés près des centres-villes ;
- groupe motopropulseur constitué de deux turbopropulseurs. Par rapport aux réacteurs, le rendement de propulsion supérieur des hélices rend ces avions beaucoup plus économiques, malgré une vitesse plus faible (environ 450 à 550 km/h). Certains appareils récents sont équipés de turbopropulseurs très puissants qui leur assure une vitesse moyenne de vol quasiment aussi élevée qu'un jet sur petits trajets (moins de 600 km) ;
- train d'atterrissage fixé aux nacelles moteurs, avec des jambes longues si l'aile est en position haute, ou bien en nacelle sur le côté du fuselage, ce qui permet de réduire les dimensions et la masse du train principal ainsi qu'un accès des passagers sans escalier ou rampe ;
- le « haut de gamme » de l'avion de transport régional est un petit biréacteur semblable aux courts courriers décrits ci-dessus.

### Avion militaire

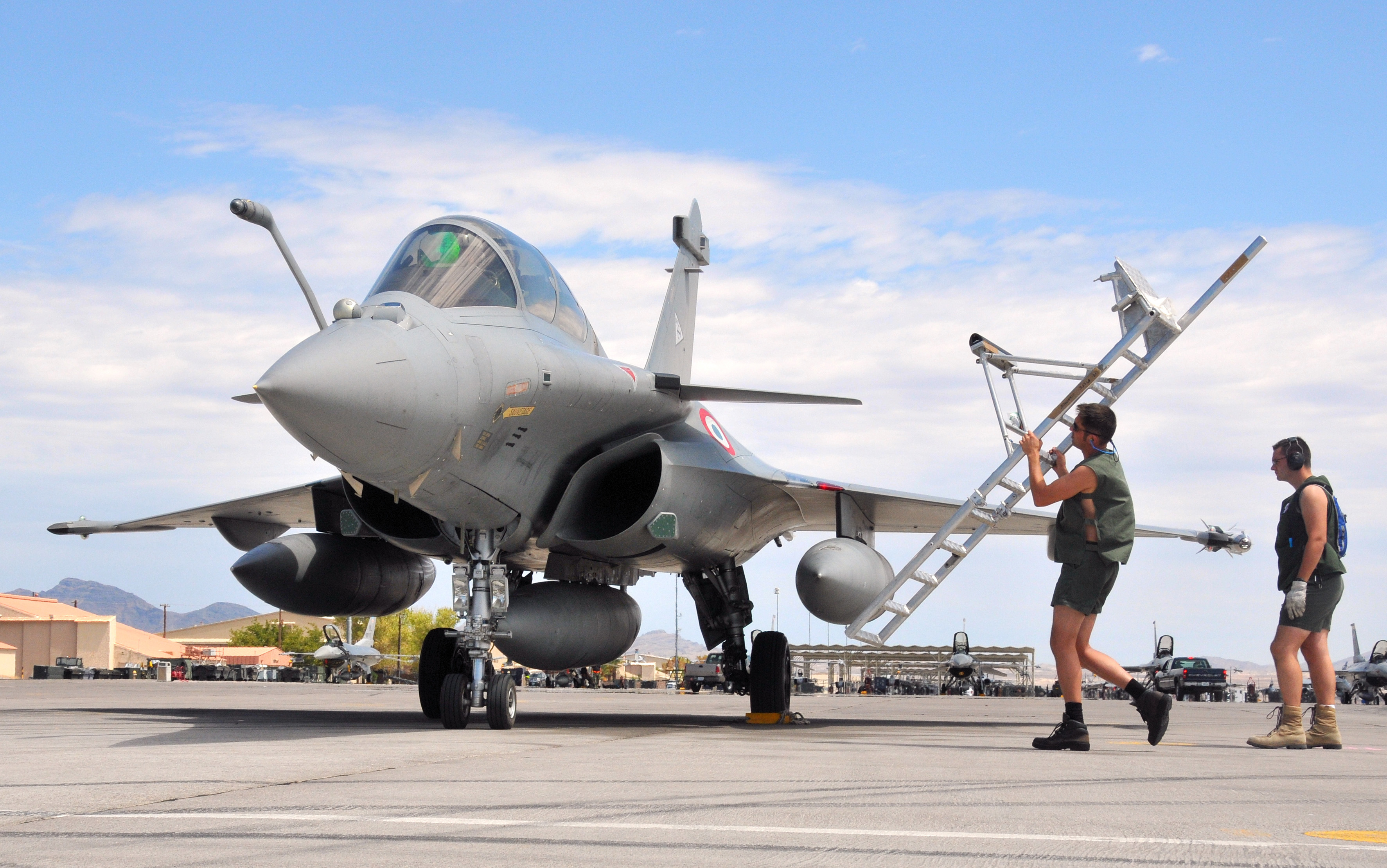
Un Dassault Rafale des forces françaises.

La variété des missions des avions militaires (d'interception, chasse, bombardement stratégique, reconnaissance, appui-sol, etc.) impose certaines caractéristiques. Ces avions sont souvent multirôles, c'est-à-dire que l'adaptation à la mission se fait par le changement des emports.
Caractéristiques communes :
En plus des caractéristiques aérodynamiques et de la capacité à remplir une mission donnée l'avion militaire, contrairement à l'avion civil, doit être difficilement détectable (réduction de la signature électromagnétique et infrarouge). Les solutions utilisées que ce soit au niveau des matériaux utilisés comme au niveau de l'architecture sont parfois très différentes de celle d'un avion civil.
- Fuselage : réduit à l'habitacle du pilote, une case à avionique, des réservoirs de carburant et des propulseurs placés à l'arrière du fuselage.
- Voilure : les avions militaires sont les seuls désormais (depuis le retrait du Concorde) à utiliser une aile delta ou une aile à géométrie variable.
- Groupe motopropulseur : dans le fuselage.
- Train d'atterrissage : repliable dans les ailes ou dans le fuselage.
- L'une des caractéristiques fondamentales est la manœuvrabilité. La plupart des avions sont dessinés pour être stables, c’est-à-dire retrouver rapidement une position d'équilibre en cas de perturbation. La stabilité assure le confort du pilotage mais s'oppose à la manœuvrabilité, modification rapide de l'attitude et de la trajectoire de l'aéronef. Sur le plan de l'architecture elle se traduit par la réduction, voir la suppression des empennages stabilisateurs (ailes delta).

### Avion d'affaires

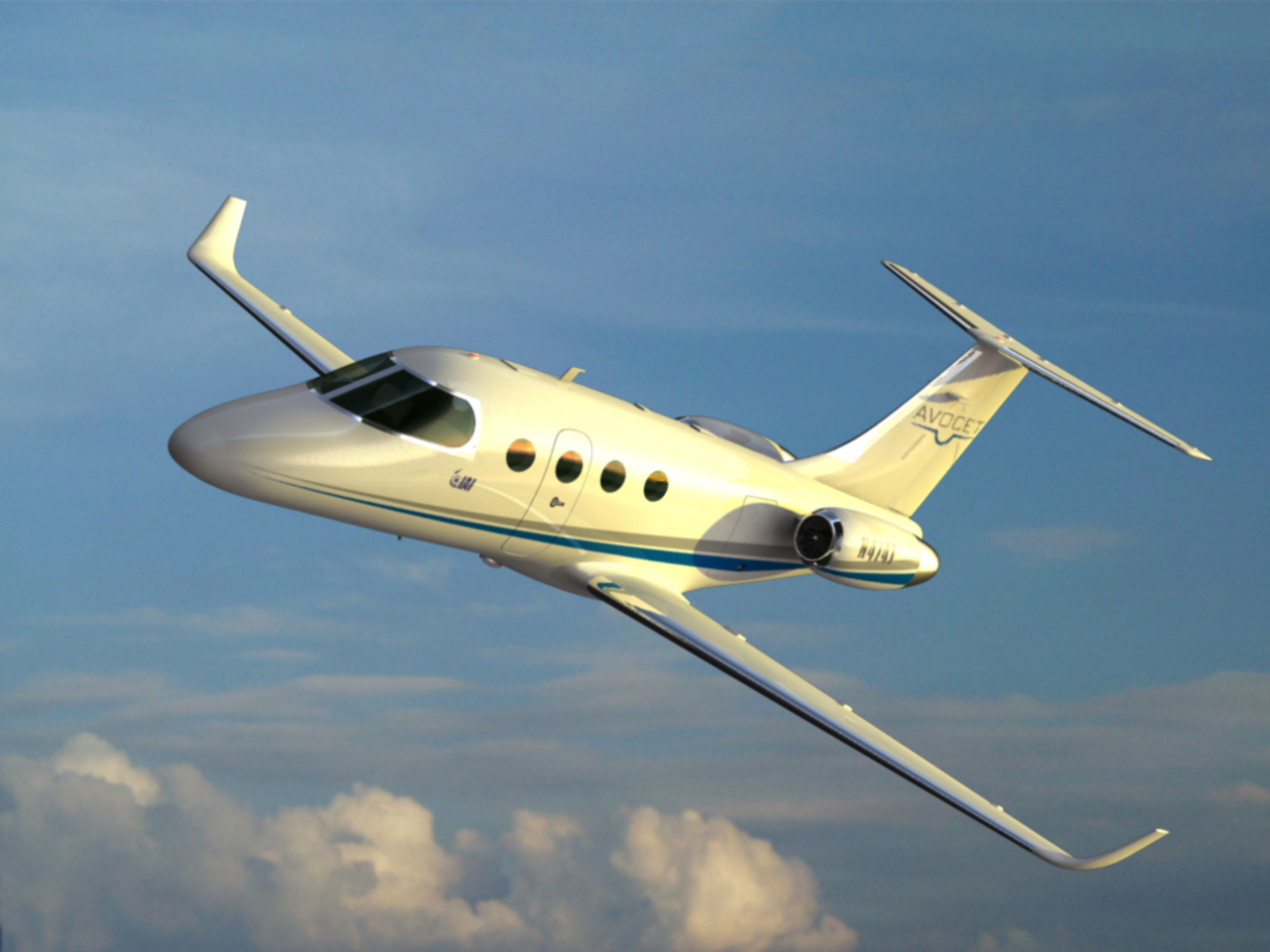
Un Avocet ProJet.

Un avion d'affaires permet de transporter quelques passagers, de l'ordre d'une dizaine ou moins. L'aménagement de la cabine est généralement luxueux.
Il existe plusieurs types d'utilisation pour cette catégorie d'avion :
- commerciale : le ou les propriétaire(s) louent leur avion à un client pour un coût fixé à l'heure de vol. Dans ce cas, les règles commerciales s'appliquent, un équipage de deux pilotes est nécessaire ainsi que deux moteurs, etc. ;
- privée : le ou les propriétaire(s) ainsi que les membres de leur famille proche peuvent l'utiliser. Ici les règles sont différentes : le constructeur peut faire certifier l'appareil pour n'avoir besoin que d'un pilote. L'appareil peut être monomoteur tel que le Pilatus PC-12 ou Socata TBM-700.

Un avion d'affaires peut être conçu :
- comme un petit avion de transport de passager. L'architecture est alors identique, mais le diamètre du fuselage ne permet que de placer deux sièges de front et il n'y a pas de soute. L'aile basse oblige à disposer les réacteurs en nacelle à l'arrière du fuselage ;
- comme un avion de tourisme de catégorie supérieure. L'architecture est identique sauf le montage fréquent de deux moteurs pour des raisons de sécurité.

### Avion d’essais

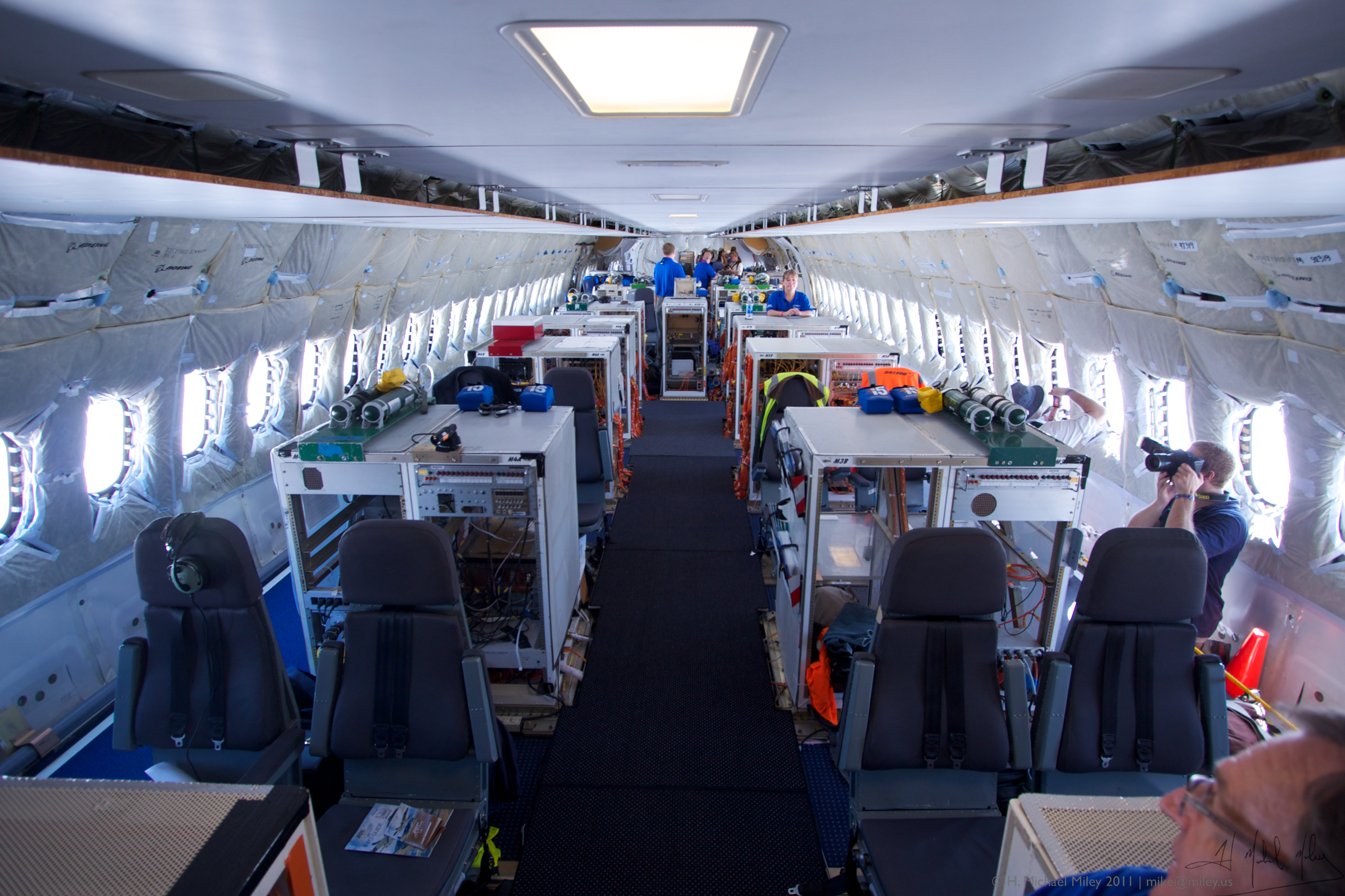
Intérieur d'un Boeing 787 d’essais.

Un avion d’essais est un avion entièrement destiné à la réalisation d'essais en vol dans le but d’obtenir une certification ou de faire du développement et de la recherche. Il est généralement équipé d’une Installation d'essais en vol (IEV) ou instrumentation d'essais en vol.

### Avion de tourisme

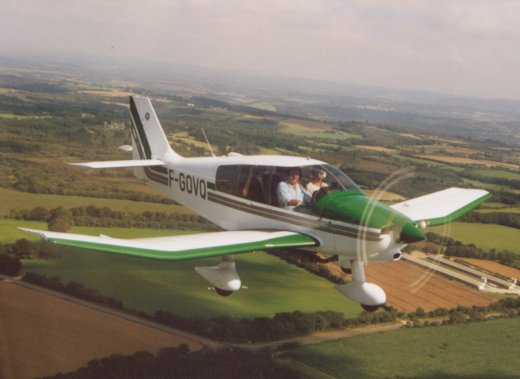
Robin DR-400.

Cette catégorie recouvre les avions monomoteurs de une à six places.
Ils sont utilisés pour le tourisme aérien et ne sont donc pas toujours équipés pour voler par mauvais temps. Les écoles de pilotage ont recours à ce type d'appareil pour la formation initiale des pilotes.
Caractéristiques générales de ce type d'appareil :
- leur structure peut être réalisée en bois/contreplaqué, en tôle d'aluminium ou en composite (stratifié résine et fibre de verre ou de carbone) ;
- le groupe motopropulseur est constitué d'un moteur à piston entraînant une hélice ; dans la très grande majorité des cas il est situé à l'avant du fuselage ;
- le train d'atterrissage est le plus souvent fixe afin de diminuer la masse et le coût, l'effet sur les performances n'étant pas très important quand le train est caréné ; les avions légers sont en très forte majorité équipés de train tricycle : roulette de nez et train principal en arrière du centre de gravité ; les modèles les plus anciens utilisent le train « classique » : train principal en avant du centre de gravité et roulette de queue.